# Sheek Louch
Шон Давайн Джейкобс (нар. 30 вересня 1976, Бруклін, Нью-Йорк, США), більш відомий як Sheek Louch, — американський репер, найбільш відомий як учасник гурту The Lox і засновник D-Block Records разом зі Styles P і Jadakiss.

## Раннє життя
Шон Давайн Джейкобс народився 9 листопада 1976 року в Брукліні, пізніше переїхав до Йонкерса. У середній школі Шик грав за шкільну команду з регбі, однак через травму більше не грав.

## Музична кар'єра
Приблизно у віці 12 років його надихнув римувати його друг Джейсон Філліпс (Jadakiss). Пізніше він і Джейсон створили гурт The Lox разом із Styles P. Згодом тріо помітила Mary J. Blige, і незабаром вони підписали контракт із лейблом Bad Boy Records Пафа Дедді. Їхній перший альбом <i>Money, Power &amp; Respect</i> вийшов 13 січня 1998 року і став успішним.
Пізніше Шик та його колеги з LOX розлучилися з Bad Boy Records і підписали контракт із Ruff Ryders Entertainment наприкінці 1990-х. Ruff Ryders також був домом для DMX. Другий альбом гурту We Are the Streets вийшов 25 січня 2000 року. Тим часом Шик, починаючий підприємець, почав працювати над їхнім брендом D-Block, створюючи студію та шукаючи нових талантів, щоб приєднатися до їхнього списку. У жовтні 2006 року він відкрив автомийку та заправну станцію D-Block у їхньому рідному місті Йонкерсі, Нью-Йорк.
Шик випустив свій сольний дебютний альбом Walk Witt Me на Universal Records через D-Block Records. Ранні рекламні матеріали, такі як нотатки до альбому Styles P A Gangster and a Gentleman, вказують на те, що оригінальна назва альбому була Walk With Me.
У 2005 році він випустив другий альбом After Taxes на лейблі Koch Records, який рекламувався диссом на G-Unit «Kiss Your Ass Goodbye».
Його п’ятий альбом, Silverback Gorilla, випущений у 2008 році, містив його хіт-сингл «Good Love», який містив семпли пісень Бетті Райт «Tonight Is The Night» і «Pure Love».
Він також був показаний в епізоді World's Wildest Police Videos, який демонстрував його горезвісне минуле. 
Він досить плідно працював із Ghostface Killah. Вони співпрацювали над спільним альбомом під назвою Wu Block за участю членів Wu-Tang Clan і D-Block після того, як черпали натхнення один від одного під час гастролей і записів. У січні 2017 року Ghostface і Sheek Louch оголосили у своїх облікових записах у соціальних мережах, що готується другий спільний альбом.

## Дискографія
Студійні альбоми
- Walk witt Me (2003)
- After Taxes (2005)
- Silverback Gorilla (2008)
- Life on D-Block (2009)
- Donnie G: Don Gorilla (2010)
- Silverback Gorilla 2 (2015)

Спільні альбоми
- Wu Block (разом з Ghostface Killah)  (2012)